# ادائو
ادائو (به لاتین: Adaou) در ساحل عاج است که در sud-comoé واقع شده‌است.